# منتخب بورتوريكو لكرة القاعدة
منتخب بورتوريكو الوطني لكرة القاعدة هو الفريق الذي يمثل بورتوريكيو في المنافسات الدولية لرياضة كرة القاعدة يعتبر من أقوى منتخبات العالم في هذه الرياضة حيث تمكن من الفوز بكأس العالم لكرة القاعدة مرة واحدة وذلك في سنة 1951 ويحتل حالياً المركز التاسع في التصنيف العالمي لمنتخبات كرة القاعدة الوطنية  ويقوم إتحاد بورتوريكو لكرة القاعدة بإدارة شؤونه.